# Kálmán Mihalik
Kálmán Mihalik (21 de fevereiro de 1896 - 6 de setembro de 1922) foi um médico e compositor Húngaro, mais conhecido por compor a música do Székely Himnusz.

## Biografia
Mihalik nasceu em Oravicabánya (hoje Oravița) filho de uma mulher sícula do Condado de Csík e de um burguês de Kassa (hoje Košice). Ele concluiu seus estudos de ensino médio na escola secundária Piarist e Unitarian de Kolozsvár (hoje Cluj-Napoca), fazendo sua matura em 1915. Posteriormente, Mihalik foi matriculado na Universidade Franz Joseph, no entanto, seus estudos foram interrompidos pela Primeira Guerra Mundial, forçando-o a passar vários anos na frente. No período final da guerra, depois que as forças romenas tomaram Kolozsvár, a universidade mudou-se primeiro para Budapeste e depois para Szeged, onde Mihalik os seguiu. Depois de terminar os estudos, permaneceu na universidade, tornou-se professor assistente de Béla Reinbold e trabalhou como pesquisador médico.

## Compositor de Székely Himnusz
Em 1920, junto com outros quatro, György Csanády fundou a Associação de Estudantes Universitários e de Faculdade de Székely (Székely Egyetemista és Főiskolai Hallgatók Egyesülete; SZEFHE), uma organização de autoajuda que visava criar um senso de pertencimento para aqueles que tiveram que fugir de suas casas após a guerra, e cuja terra natal foi cedida à Romênia pelo Tratado de Trianon. Em 1921, Csanády escreveu um poema para estudantes no exílio, para o qual Mihalik, um amigo de longa data de Csanády, compôs a música. A canção escrita para o coro feminino foi apresentada pela primeira vez em 22 de maio de 1922 na reunião anual do SZEFHE, sob o título "Kantáté".
Mihalik morreu no outono de 1922. Em seu obituário, presumivelmente escrito por Csanády, a música já era chamada de Székely Himnusz, nome pelo qual se tornou bem conhecida mais tarde. Embora depois da Segunda Guerra Mundial tenha sido proibida tanto na Hungria comunista quanto na Romênia, a música continuou popular e se tornou um símbolo de resistência e união, e em 5 de setembro de 2009 foi adotada como o hino da Terra de Székely.

## Morte e legado
Mihalik morreu de tifo em 6 de setembro de 1922 e foi enterrado no Cemitério do Centro da Cidade de Szeged. Seu local de descanso foi esquecido por 70 anos e só foi revelado após a transição na Hungria. Em 2009, ele ganhou um túmulo honorário perto da entrada do cemitério, consagrado pelo Reverendíssimo Endre Gyulai, Bispo Emérito da Diocese de Szeged.